# Rossum (Overijssel)
Pour les articles homonymes, voir Rossum.
Rossum est un village situé dans la commune néerlandaise de Dinkelland, dans la province d'Overijssel. Le 1er janvier 2006, le village comptait 2 363 habitants.

## Personnalités
Jos Lansink (1961-), champion olympique d'équitation.